# Francesco Fortugno
Francesco Fortugno (Brancaleone, 15 settembre 1951 – Locri, 16 ottobre 2005) è stato un politico italiano, assassinato mentre svolgeva l'incarico di vicepresidente del Consiglio regionale della Calabria.

## Carriera professionale e inizi in politica
Dopo la laurea in medicina nel 1975, si specializza in chirurgia generale e medicina legale, affermandosi come medico a Reggio Calabria. Muove i primi passi in politica nella Democrazia Cristiana, con cui sarà eletto consigliere comunale del suo paese nel 1986.
Nel 1992 diventa vicesegretario comunale della Democrazia Cristiana e successivamente aderisce alla corrente di Mino Martinazzoli che lo induce a schierarsi con il Partito Popolare Italiano di Gerardo Bianco e ad aderire al centrosinistra. Divenuto primario ospedaliero, fu inoltre professore a contratto presso la facoltà di Medicina dell'Università di Catanzaro. Sul piano dell'attività amministrativa maturò esperienze di consigliere comunale e vice presidente dell'assemblea dell'USL di Melito di Porto Salvo.
Dopo essere stato segretario regionale aggiunto nella CISL medici di Reggio Calabria, entrò nell'esecutivo nazionale della stessa confederazione sindacale e della Commissione per la contrattazione degli accordi nazionali di lavoro e della legge di riforma sanitaria.

## Incarichi vari e arrivo alla Regione Calabria
Dal 1996 al 1999 fu assessore a Reggio Calabria, mentre dal 1999 al 2001 fu vicesindaco di Locri nella giunta di Giuseppe Lombardo. In questo anno entra a far parte del Consiglio regionale della Calabria, subentrando a Luigi Meduri, eletto al Parlamento; nel 2005, con la vittoria di Agazio Loiero, è rieletto consigliere con la Margherita e viene scelto come vicepresidente del Consiglio regionale.

## L'assassinio
Il 16 ottobre 2005 a Locri, nel giorno delle primarie dell'Unione, è stato ucciso all'interno del seggio da un killer a volto coperto, con 5 colpi di pistola. Ai funerali prese parte anche il Presidente della Repubblica Carlo Azeglio Ciampi.
Negli stessi giorni migliaia di studenti scendono in piazza a manifestare contro l'uccisione del politico e contro la 'Ndrangheta. Nasce "Ammazzateci tutti".
Gli subentra in Consiglio regionale Domenico Crea, un politico che, secondo l'accusa, era al servizio delle famiglie della 'Ndrangheta. Crea viene arrestato nel 2008 su ordine della Direzione Distrettuale Antimafia nell'ambito di un'inchiesta sulla sanità.

## L'arresto dei sicari e i processi
Il 21 marzo 2006, dopo 5 mesi di indagini, sono stati arrestati i nove presunti colpevoli dell'omicidio. Si tratta di Vincenzo Cordì, 49 anni, Domenico Novella, 30, Antonio Dessì, 24 anni, Gaetano Mazzara, 42 anni, Salvatore Ritorto, 27 anni, Domenico Audino, 27 anni, Carmelo Crisalli, 26 anni, e Nicola Pitari, 27 anni, tutti di Locri. Ai primi quattro il provvedimento restrittivo è stato notificato in carcere. Per loro le accuse variano dall'associazione di tipo mafioso all'omicidio e alla rapina a mano armata. In particolare, Salvatore Ritorto è accusato di essere l'autore materiale dell'omicidio.
Il 21 giugno 2006 sono stati arrestati Alessandro e Giuseppe Marcianò, padre e figlio, rispettivamente caposala e infermiere in un ospedale di Locri. Sono accusati di essere i mandanti dell'assassinio di Francesco Fortugno.
Il 30 maggio 2007 il movimento antimafia "Ammazzateci tutti" presenta formale richiesta per costituirsi parte civile al processo. Insieme alla Regione Calabria, alla Provincia di Reggio Calabria e al comune di Locri è l'unica organizzazione a presentare tale istanza.
Il 15 ottobre 2007 si suicida il collaboratore di giustizia Bruno Piccolo, uno dei due "pentiti" che hanno permesso di arrestare i presunti mandanti dell'assassinio.
Il 2 febbraio 2009 la sentenza di primo grado nel processo per la morte di Fortugno condanna all'ergastolo gli imputati ritenuti esecutori materiali: Alessandro e Giuseppe Marcianò, Salvatore Ritorto e Domenico Audino. La moglie del politico calabrese, Maria Grazia Laganà, chiede che le indagini vadano avanti, perché a suo avviso ci sarebbero fatti che devono ancora emergere.
Al momento della lettura della sentenza nessun rappresentante delle istituzioni e del movimento antimafia "Ammazzateci tutti" era presente in aula.
Il 24 marzo 2011 la Corte d'assise d'appello di Reggio Calabria conferma la sentenza di primo grado, condanna all'ergastolo per Alessandro e Giuseppe Marcianò, padre e figlio, ritenuti i mandanti del delitto, Salvatore Ritorto, indicato come il killer, e Domenico Audino. Assolti invece per non aver commesso il fatto Vincenzo Cordì e Carmelo Dessì.
Il 3 ottobre 2012 la Corte di cassazione conferma definitivamente le condanne all'ergastolo di Giuseppe Marcianò come mandante dell'omicidio, Salvatore Ritorto il Killer del politico e Domenico Audino; Annulla con rinvio, per un nuovo processo di secondo grado, la condanna di Alessandro Marcianò padre di Giuseppe.
Il 17 luglio 2013 la Corte d'assise d'appello di Reggio Calabria conferma la condanna all'ergastolo per Alessandro Marcianò. L'8 luglio 2014 la Cassazione rende definitivo il carcere a vita.